# Peter Kolar
Peter Kolar (madž. Kollár Péter), slovensko- madžarski katoliški duhovnik in pisatelj, * 18. junij 1855, Ratkovci, † 31. december 1908, Beltinci.

## Življenjepis
Peter Kolar se je rodil kmečkim staršem v Ratkovcih, očetu Petru Kolarju in materi Juditi Železen. Nižjo gimnazijo je dokončal v Kőszegu, višjo gimnazijo in teologijo pa v Sombotelu (Szombathely). V duhovnika je bil posvečen v Győru 11. julija 1882. Kaplanoval je v Črenšovcih (1882) zatem  v Bogojini (1885), Murski Soboti (1888), Beltincih in Turnišču (1889 do 1901). Nato je bil od 1901 do smrti župnik v Beltincih.
Kolar je bil sloveč pridigar, zaveden rodoljub in je v prekmurščino prevedel biblijski učbenik Jožefa Gerelya Mala biblia z-kejpami ali zgodba zveličanja za malo dečico. Za I. in II. razréd normalske šole (Budimpešta, 1897); za III. in IV. razred (Sombotel, 1898).